# Alberto Losada
Alberto Losada Alguacil (Barcellona, 28 febbraio 1982) è un ex ciclista su strada spagnolo con caratteristiche di scalatore, professionista dal 2006 al 2017.

## Carriera
Losada passò professionista nel 2006 con la Kaiku, squadra Professional Continental, e in stagione si classificò secondo nell'Escalada a Montjuïc. Nel 2007 si trasferì alla Caisse d'Epargne e nel 2011 al Katusha Team, raggiungendo gli ex compagni Joaquim Rodríguez e Daniel Moreno.
Ritiratosi dall'attività a fine 2017, non ha ottenuto successi da professionista, tuttavia in maglia Katusha ha conseguito un quinto posto di tappa al Tour de Suisse 2011 e un terzo posto di tappa al Giro d'Italia 2012; ha inoltre ricoperto ruoli di gregariato al Tour de France 2013 e in alcune edizioni di Giro d'Italia e Vuelta a España.

## Piazzamenti

### Grandi Giri
- Giro d'Italia

2007: 60º
2010: 53º
2011: 55º
2012: 54º
2014: 36º
2017: 147º
- Tour de France

2013: 109º
2015: 58º
2016: 67º
- Vuelta a España

2008: 24º
2011: 46º
2012: 37º
2013: ritirato (10ª tappa)
2014: 42º
2015: 31º
2016: 59º
2017: 72º

### Classiche monumento
- Liegi-Bastogne-Liegi

2008: ritirato
2009: 112º
2012: ritirato
2013: 67º
2014: 64º
2015: 66º
2016: 101º
2017: 114º
- Giro di Lombardia

2007: 100º
2008: 44º
2009: ritirato
2012: 51º
2014: ritirato
2015: ritirato
2016: ritirato
2017: ritirato

### Competizioni mondiali
- Campionati del mondo gravel

Veneto 2022 - Elite: 36º